# Homicidio de Giulio Regeni
El homicidio de Giulio Regeni es un crimen cometido en Egipto entre enero y febrero de 2016. Giulio Regeni era un joven italiano, estudiante de doctorado de la Universidad de Cambridge, quien fue secuestrado el día 25 de enero de 2016, día del quinto aniversario de las protestas de plaza Tahrir; su cuerpo sin vida fue hallado el día 3 de febrero de 2016, en una cuneta de la autopista Cairo-Alexandria, en los alrededores de un centro de detención de los servicios de inteligencia egipcios.

## Contexto
Regeni aterrizó en Egipto en septiembre de 2015, desde octubre de 2015 las autoridades investigaron los movimientos del extranjero, utilizando a las personas cercanas a su entorno como falsas amistades.
Las condiciones en las que fue encontrado su cuerpo indican que el joven fue sometido a torturas, con varias costillas rotas, múltiples heridas punzantes, abrasiones en todo el cuerpo. Se cree que Giulio fue secuestrado a raíz de su trabajo de investigación académica sobre el movimiento sindical local que se oponía al régimen del General Abdelfatah El-Sisi. Sin embargo no se han demostrado relaciones o implicaciones directas de Giulio Regeni con las actividades de los movimientos de protesta.
El homicidio de Giulio Regeni ha generado en muchos Países, y sobre todo en Italia, un intenso debate político sobre las responsabilidades directas del gobierno egipcio (a través de sus servicios de inteligencia) en los acontecimientos que han llevado a la muerte de Giulio, y en las siguientes maniobras realizadas para ocultar las verdaderas razones y modalidades del asesinato del joven. Dichas sospechas han sido causa de fuertes tensiones diplomáticas entre Italia y Egipto.
Por el secuestro, reiteraron y señalaron las acusaciones contra el mayor Majdi Ibrahim Abdel al-Sharif, el capitán Osan Helmy y otras tres personas de la Agencia de Seguridad Nacional de Egipto. Este crimen incluyó los asesinatos del 24 de marzo de 2016 de una banda criminal, culparon a la banda de asesinar al estudiante, pero los fiscales concluyeron que dicha organización se encontraba a 60 kilómetros en el momento del crimen.